# ريتشارد إم. بلاتشفورد
ريتشارد إم. بلاتشفورد (بالإنجليزية: Richard M. Blatchford)‏ هو عسكري أمريكي، ولد في 17 أغسطس 1859 في Fort Hamilton ‏ في الولايات المتحدة، وتوفي في 31 أغسطس 1934 في سان فرانسيسكو في الولايات المتحدة.